# Viação Belém Novo
A Viação Belém Novo Ltda. (também conhecida apenas por Belém) é uma empresa de transporte coletivo brasileira, com sede no bairro de Belém Novo em Porto Alegre, no estado do Rio Grande do Sul. É associada ao consórcio Viva Sul e opera com os prefixos 22xx e 23xx.
É uma das mais tradicionais empresas da capital gaúcha.